# Филатов, Вадим Николаевич
Вадим Николаевич Филатов (род. 7 февраля 1976, Свердловск, СССР) — российский профессиональный баскетболист и тренер.

## Карьера
Вадим Филатов начал играть в баскетбол в 8 лет. Стал бронзовым призёром чемпионата Европы, выступая за юношескую сборную России.
Профессиональную карьеру Филатов начал в 1994 году в Екатеринбурге, выступая за местный «СКА-Урал». В 2000 году Филатов переехал во Владивосток, где на протяжении 7 сезонов был одним из лидеров местной команды «Спартак-Приморье». Там же в 2005 году начал свою тренерскую карьеру.
В 2006 году Филатов стал главным тренером только что созданной в Екатеринбурге команды «Урал-УПИ», которая со следующего года стала называться «Урал».
Через 3 года Филатов вернулся во Владивосток, где, поработав год главным тренером, стал ассистентом Бориса Ливанова. Под их руководством «Спартак-Приморье» выиграл Суперлигу Б в сезоне 2010/2011, в следующем году занял 7 место в ПБЛ, завоевал серебро в Кубке России.
Сезон 2012/2013 Ливанов в паре с Филатовым начинал в ростовском «Атамане», но вскоре из-за финансовых проблем в донском клубе оба специалиста покинули команду. Филатов вернулся в Екатеринбург и вскоре стал помощником главного тренера «Урала» Олега Окулова. Именно этот тренерский дуэт привел «Урал-УПИ» к победе в чемпионате Суперлиги 2012/2013.
В 2013 году Филатов, спустя 10 лет после завершения карьеры действующего игрока, вышел на площадку в выездном матче в рамках Кубка России с саранской «Рускон-Мордовией».
Сезон 2015/2016 Филатов провёл в «Зените», в штабе главного тренера Василия Карасёва.
После успешного сезона с командой из Санкт-Петербурга, которая стала бронзовым призёром Единой лиги ВТБ, Филатов вновь вернулся в «Урал». В сезоне 2016/2017 екатеринбургская команда заняла 9 место в Суперлиге-1.
В сезоне 2017/2018 Урал», под руководством Филатова, впервые с 2015 года вышел в плей-офф чемпионата Суперлиги-1, заняв в регулярном чемпионате 6 место.
В апреле 2018 года Филатов подписал новое соглашение с екатеринбургским клубом по схеме «1+1».
В 2018 году Филатов стал помощником старшего тренера сборной России (до 18 лет) Олега Акципетрова. Под их руководством юниорская команда заняла 4 место на чемпионате Европы-2018.
В феврале 2019 года Филатов занял место старшего тренера сборной России (до 18 лет). Под его руководством юниорская команда заняла 6 место на чемпионате Европы-2019
В августе 2020 года Филатов стал главным тренером «Иркута», но в январе 2021 года покинул команду после 14 поражений в 14 играх в Суперлиге-1.
В ноябре 2020 года Филатов был назначен старшим тренером сборной России (до 20 лет).
В феврале 2021 года Филатов стал ассистентом главного тренера в «Уралмаше».
В октябре 2021 года, после отставки Бориса Ливанова, Филатов возглавил «Уралмаш».
В марте 2022 года Филатов был назначен главным тренером «Купола-Родники», который занял 12-е место в регулярном сезоне Суперлиги-2022/23.
Летом 2023 года Филатов вернулся в «Уралмаш» в качестве ассистента главного тренера Милоша Павичевича. В декабре 2023 года был назначен исполняющим обязанности главного тренера после увольнения Павичевича.